# Cray T3E

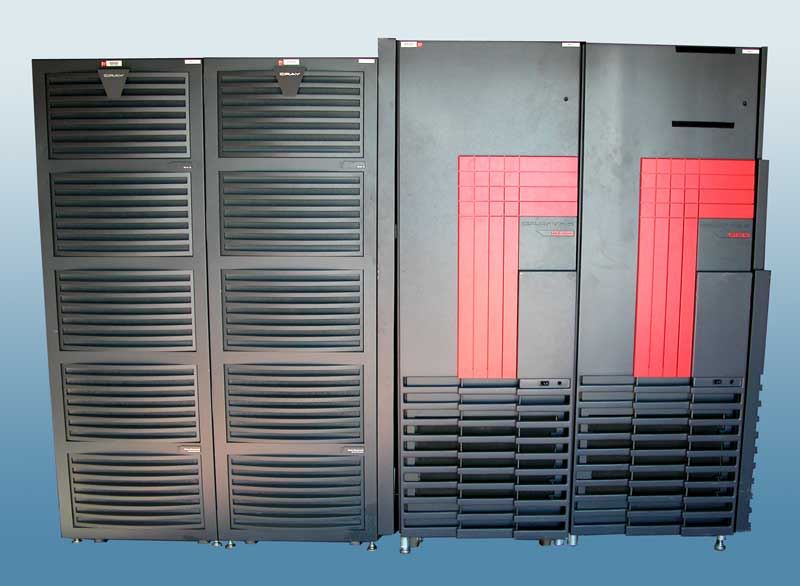
T3E-900 AC con dos gabinetes de discos a la izquierda.

El Cray T3E fue un supercomputador de segunda generación de Cray Research de arquitectura paralela masiva, lanzado a fines de noviembre de 1995. El primer T3E fue instalado en el Pittsburgh Supercomputing Center en 1996. Al igual que el anterior Cray T3D, tenía una memoria totalmente distribuida usando una red de interconexión de topología toroidal 3D. El T3E inicialmente usaba microprocesadores DEC Alpha 21164 (EV5) y estaba diseñado para ser escalado desde 8 a 2176 Elementos de Procesamiento (EP). Cada EP tiene entre 64 MiB y 2 GiB de DRAM y enrutador de interconexión de 6 vías y un ancho de banda de 480 MB/s en cada dirección. Al contrario que muchos otros sistemas MPP, incluyendo el T3D, el T3E estaba totalmente autoorganizado y corría el sistema operativo distribuido UNICOS/mk con un subsistema de E/S GigaRing integrado en la topología toroidal para la E/S de red, discos y cintas.

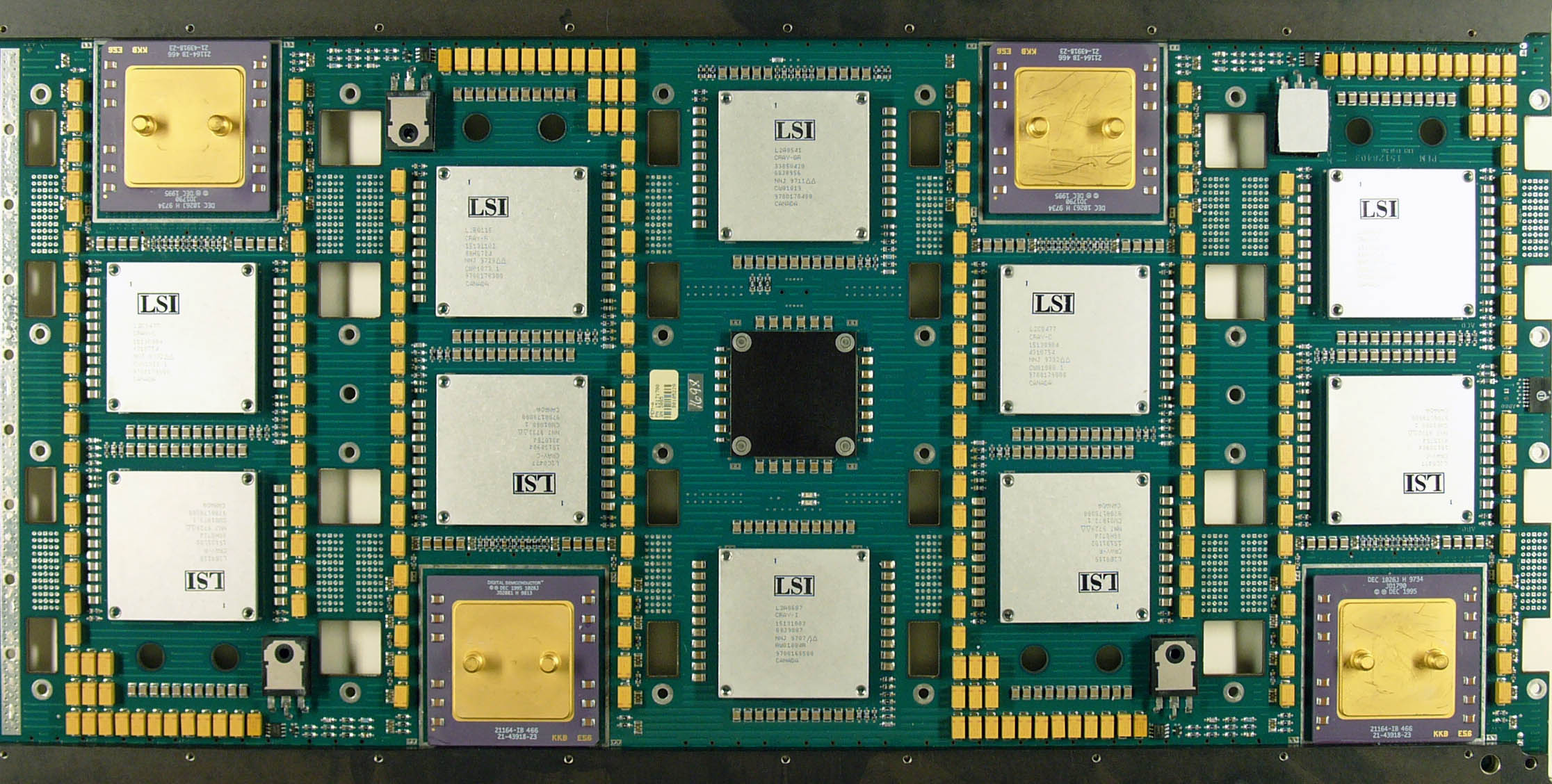
Placa de procesamiento T3E-600.

El T3E original (a posteriori conocido como T3E-600) tenía una velocidad de reloj de 300 MHz. Variantes posteriores, usaban el procesador más rápido 21164A (EV56) comprendían los T3E-900 (450 MHz), T3E-1200 (600 MHz), T3E-1200E (con prestaciones de interconexión y memora mejoradas) y T3E-1350 (675 MHz). El T3E estaba disponible con refrigeración tanto por líquido (LC) como por aire (AC). Los sistemas AC estaban disponibles con 16 a 128 EP, y los sistemas LC con 64 a 2048 EP.
Un T3E-1200 con 1480 procesadores fue el primer supercomputador con un rendimiento mayor a 1 teraflops corriendo aplicaciones de ciencia computacional en 1998.
Luego que Cray Research fuera adquirida por Silicon Graphics en febrero de 1996, el desarrollo de un nuevo sistema basado en el Alpha fue cancelado. Mientras se proveían las actualizaciones -900, -1200 y -1200E para el T3E, Silicon Graphics instó a los usuarios del Cray T3E a migrar al Origin 3000, un computador basado en MIPS memoria compartida distribuida, introducido en el año 2000. Sin embargo el T3E continuó en producción luego que SGI vendiera Cray ese mismo año.